# 西奥多·斯特雷斯基
西奥多·兰登·"特德"·斯特雷斯基（英語：Theodore Landon “Ted” Streleski，1936年—2017年）曾为美国斯坦福大学数学系的研究生。他于1978年8月18日用圆头铁锤谋杀了他的前任教师卡雷爾·德·萊烏教授。谋杀后不久，斯特雷斯基向当局自首。他认为这次谋杀是合理，因为萊烏教授隐瞒了他的部门裁决，并在其他人面前羞辱斯特雷斯基，而且拒绝了他的财政支持请求。斯特雷斯基在数学系攻读了19年博士学位后仍然没有毕业。在此期间他靠断断续续低薪工作养活自己。
在审判期间，斯特列斯基向法庭表示，他认为谋杀案“在逻辑上和道义上都是正确的”，并且发表了一个关于该部门对待研究生的“政治声明”。并且他让他的律师作无罪辩护而不是精神障碍辩护。斯特雷斯基二级谋杀罪名成立，并判处有期徒刑7年。
斯特雷斯基曾三度获得假释资格，但由于假释条件要求他不得踏入斯坦福大学校园而被他拒绝。他在1985年获释后说：“我无意再次杀人。另一方面，我无法预测未来。”
斯特雷斯基曾计划在索拉诺县对监狱和假释委员会官员提起诉讼，称他们通过“捏造”关于他的陈述并命令他接受精神病评估，认为他患有精神病。“诽谤”了他的性格并侵犯了他的公民权利。
1993年，斯特雷斯基的罪行被曝光后，他被拒绝在旧金山城市铁路继续担任售票箱修理职位。